# Fundación SM
La Fundación SM es una fundación española, creada en 1977 por la Compañía de María (Marianistas) de España, dotándola como capital fundaciones de Ediciones SM. Se fomenta en diferentes programas, retorna los beneficios que genera la empresa editorial a la sociedad.

## Líneas de actuación
La Fundación SM centra sus actividades en cuatro grandes líneas de actuación:
1. La investigación educativa, realizando estudios sobre los jóvenes, los profesores, los educadores tanto en España como en Iberoamérica. Estas investigaciones suponen un punto de partida de futuras actuaciones en el ámbito de la educación.
2. La formación del profesorado, en cuestiones de actualidad, buscando respuestas a nuevos retos y desafíos educativos.
3. El fomento de la lectura y de la escritura, entre niños y jóvenes, pero también entre los adultos que están cerca de ellos.
4. La atención a menores y jóvenes en situaciones socioeconómicas difíciles.

## Beneficiarios
La Fundación SM está presente en todos los países en los que se desarrolla el proyecto de SM: Argentina, Brasil, Chile, Colombia, España, México, Perú, Puerto Rico y República Dominicana.
Los beneficiarios de las ayudas de la Fundación SM son profesores, equipos directivos de centros escolares, instituciones civiles y religiosas dedicadas a la educación, orientadores, educadores, bibliotecarios, estudiantes de las Escuelas de Magisterio o de las Facultades de Educación, y sus familias.
En 2009 los destinatarios finales han sido unos 200.000 niños, jóvenes y docentes, con una inversión total de más de dos millones de euros.

## Premios de la Fundación SM
La Fundación SM desarrolla desde 1978 los premios El Barco de Vapor y Gran Angular para promover la creación literaria entre niños y jóvenes.
Posteriormente se formó el Premio Iberoamericano SM de Literatura Infantil y Juvenil y el Premio Internacional de Ilustración Feria de Bolonia Fundación SM, todos ellos convocados por la Fundación SM.
Actualmente, la Fundación SM destina más de 250.000 euros anuales a estos premios en sus diferentes convocatorias (en español, portugués, catalán, gallego y euskera).

## Convenios
En 2019 la Fundación SM de España firmó un convenio con Derrama Magisterial en Perú.